# محاكاة البناء والإدارة

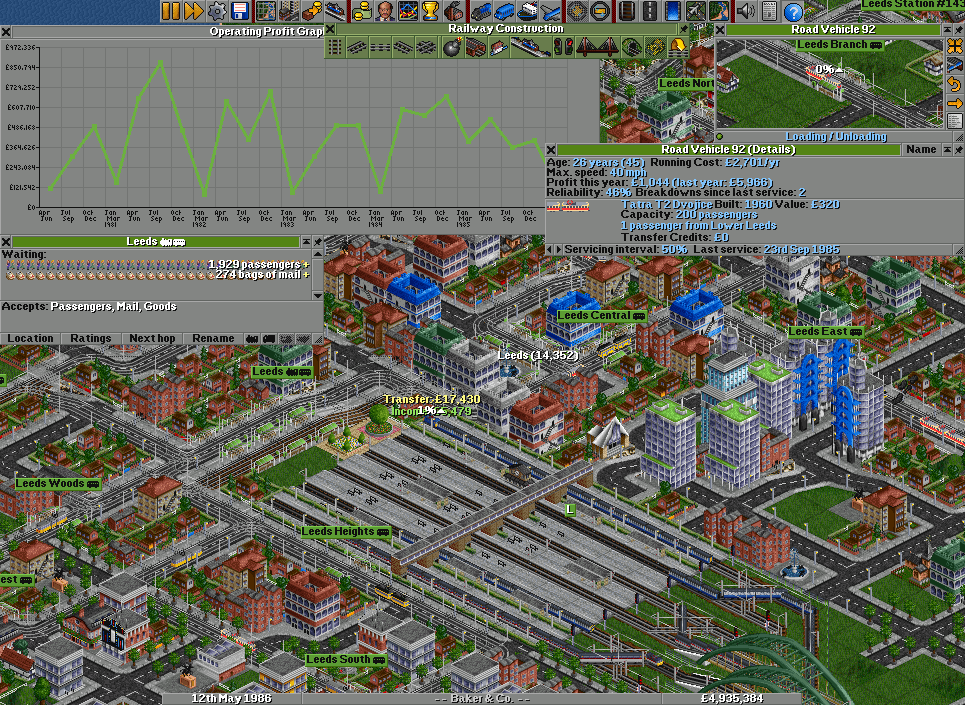
أحد العاب هذا النوع

محاكاة البناء والإدارة (بالإنجليزية: Construction and management simulation)‏ وياختصار بالإنجليزية (بالإنجليزية: CMS)‏ هي ألعاب يقوم فيها اللاعب بعمليات البناء والتوسعة والإدارة للمجتمعات والمشاريع الخيالية بواسطة ما هو متاح له من الموارد. وكثير من الأحيان تكون العاب استراتيجية اقتصادية. تختلف ألعاب المحاكاة البناء والإدارة عن العاب الاستراتيجية انه لا يوجد هدف معين لتدمير اقتصاد أو موارد العدو أو مهاجمته. أهم قانون لالعاب البناء والإدارة هو الاقتصاد وكيفية تطويره من أهم ألعاب هذا النوع سيم سيتي.